# Angerona subalpinaria
Angerona subalpinaria är en fjärilsart som beskrevs av Lambert-Joseph-Louis Lambillion 1912. Angerona subalpinaria ingår i släktet Angerona och familjen mätare. Inga underarter finns listade i Catalogue of Life.